# Route nationale 609a
 (octobre 2024).
Si vous disposez d'ouvrages ou d'articles de référence ou si vous connaissez des sites web de qualité traitant du thème abordé ici, merci de compléter l'article en donnant les références utiles à sa vérifiabilité et en les liant à la section « Notes et références ».
La route nationale 609A ou RN 609A était une route nationale française reliant la RN 609 à Hérépian. À la suite de la réforme de 1972, elle a été déclassée en RD 909A le 1er mars 1974.
La route nationale 609A permet la liaison entre la plaine languedocienne des environs de Pézenas et les vallée de la Mare ou du Jaur et les monts de l'Espinouse. Elle relie également Faugères et Bédarieux en offrant un tracé plus long mais beaucoup plus facile que celui de la RN 609 qui monte jusqu'au tunnel du col du Buis.

## Ancien tracé de Faugères à Hérépian (D 909A)
- RN 609 (km 0) D  909A)
- Hérépian (km 5) D  909A)

## Place dans le réseau
La RN 609A avait une place marginale dans le réseau des routes nationales d'avant les années 1970. Du fait de son parcours très court, elle ne croisait d'autres routes nationales qu'à ses deux extrémités :
- la RN 609 près de Faugères ;
- la RN 608 à Hérépian.